# Horvát tavasz
A Horvát tavasz (horvátul: Hrvatsko proljeće) egy kulturális és politikai mozgalom volt, amely Jugoszláviában az 1970-es évek elején Horvátország jogait próbálta érvényre juttatni. A politikai ellenfelek tömegmozgalomnak, MASPOK-nak is nevezték, mely a reformkor elnevezése volt a horvát politikában, társadalomban és kultúrában, amelyet különösen a horvát nemzeti identitás legitimációja és az ebből fakadó igények jellemeznek.
A Horvát tavasz a Horvátországi Kommunisták Szövetsége (HKSZ) soraiban jött létre 1970-ben az unitarizmus elleni nemzeti mozgalomként, amelyet a gazdasági, kulturális és politikai élet megreformálására irányuló törekvések kísértek a kulturális intézményekben, értelmiségiek, tudósok és diákok körében. A szűkebb értelemben vett horvát tavaszt a Horvát Kommunista Szövetség Központi Bizottságának 1970. januári 10. ülésétől számítják, amelyen elítélték Miloš Žanko unitarizmusát és egészen a mozgalomnak a Jugoszláv Kommunisták Szövetsége (JKSZ) Központi Bizottságának elnöksége karađorđevói, 1971. november 29-iki ülésen elszenvedett vereségéig tartott.
A tágabb értelemben a horvát tavasz az 1966-os brijuni plénummal kezdődik, amelyen a párt az Aleksandar Ranković vezette titkosrendőrséggel foglalkozott, és ezzel a párton belül és a társadalomban cselekvésre ösztönözte a reformerőket. A horvát tavasz legkiemelkedőbb szereplői Savka Dabčević-Kučar, Miko Tripalo, Pero Pirker, Ivan Šibl, Dragutin Haramija és mások, az értelmiségiek közül Vlado Gotovac, Marko Veselica, valamint a diákok közül Dražen Budiša és Ivan Zvonimir Čičak voltak akiket, ahogy számos más résztvevőt börtönbüntetésre ítéltek. A horvátokkal való leszámolás eredményezte az ún „horvát csend”et, amelyet az 1980-as évek végén az új demokratikus mozgalom szakított meg, amely végül Horvátország állami függetlenségéhez vezetett. A horvát tavasz letörésével Horvátország majdnem húsz évre belesüllyedt a hosszan tartó sötétségbe és fájdalomba, mely az 1980-as évek kommunista liberalizációjáig tartott.

## Előzmények
A reformmozgalom gyökerei a második világháború utáni időszak első éveiben alakultak ki. A mozgalom több, egymástól függetlenül működő központból származott. Ezek a HKSZ (horvát rövidítéssel: SKH) pártszervezetei, a zágrábi, spliti, fiumei, szarajevói, mostari és eszéki horvát egyetemi központok, a katolikus egyház, a Horvát Tudományos és Művészeti Akadémia (horvát rövidítéssel: HAZU, akkoriban JAZU), a horvát kivándorlók szervezete, a Matica hrvatska, a Munkásmozgalom Történeti Intézete, a különböző kiadók és nagyvállalatok voltak. A kormánypárt elégedetlen tagjai Andrija Hebrang meggyilkolása után vonultak ellenzékbe. A mozgalom élén 1955-től Večeslav Holjevac állt, majd megjelent mellette Ivan Šibl, Marko Koprtla, a JNA tábornokai, Franjo Tuđman, Nikola Kaić, Ivan Rukavina, Janko Bobetko, Srećko Manola admirális, Ivan Mutak JNA ezredes, valamint Zvonimir Komarica, több volt horvát partizán, számos művész, újságíró és fiatal politikus. Ennek a nemzettudatos áramlatnak a HKSZ-ben az volt a célja, hogy a belgrádi centralista tendenciák visszaszorítása érdekében, a szocialista Horvátországban rejlő lehetőségeknek és ideológiai korlátoknak megfelelően, nemzeti beállítottságú pártkádereket képezzenek ki és helyezzenek be minden fontos állami, gazdasági és pártigazgatási pozícióba.
A szakembereknek és az országos vezetőknek további lehetőségeket nyújtott az 1965-ös gazdasági reform, mely felszabadította kezüket a Szerbiából érkező központi pártirányítás alól, melynek következtében, különösen pedig Aleksandar Rankovićnak, titkosrendőrség vezetőjének bukása után, a politikai felszabadultság egyre inkább érezhető volt. Tito Ranković eltávolítását a nagyobb decentralizáció megvalósításának lehetőségének tekintette. A hatalmat a föderációt alkotó egységekre ruházva Tito egyedüli döntőbíró szerepét vállalta a köztársaságok közötti vitákban. A reformerek tevékenységének csúcspontja a Jugoszláv Kommunista Párt 1969. márciusi 9. kongresszusán következett be, amelyen az ország minden aspektusának decentralizálását javasolták. További okok is voltak, amelyek fokozták a horvát ügy érdekében történő homogenizáció intenzitását, a devizarendszer és a belgrádi reexportőrök brutális behatolása a horvát gazdaságba. A gazdasági küzdelmekkel párhuzamosan a horvát írók és kulturális munkások a horvát nyelvért küzdöttek, amelyet az újvidéki egyezmény és az egységre törekvő, olykor nyíltan nagyszerb gyakorlat, amely a horvát nyelvet a szerbhorvát nyelv erőszakos kikényszerítésére tett kísérletek révén igyekezett elnyomni. Felmerült a horvát történelem felértékelődése, a horvátországi születésszám hirtelen csökkenésének problémája, a horvátországi muszlimok problémája, a horvát munkavállalók százezreinek külföldre való távozásával kapcsolatos aggodalmak, a horvát politika és gazdaság elhanyagolása Jugoszlávián belül, valamint a második világháború áldozatai számának kérdése.
1970-ben és 1971 elején azonban Horvátországnak még nagyobb problémával kellett szembenéznie. Szinte minden köztársaság liberális vezetése küzdött azért, hogy döntés szülessen a köztársasági és a szövetségi alkotmány módosításairól, amelyeknek új (gazdasági) kapcsolatokat kellett volna létrehozniuk Jugoszláviában, mind a köztársaságok és a szövetség, mind pedig a köztársaságok között. A délszláv egység horvátországi hívei olyan alkotmánymódosítási megoldást kínáltak, amely Horvátországot még kedvezőtlenebb helyzetbe hozta volna. Például azt javasolták, hogy a szuverenitásról szóló alkotmánycikkben rögzítsék, hogy a Horvát Szocialista Köztársaság a horvát és szerb nép állama, és kérték, hogy a „Liepa naša” ne legyen többé a Horvát Szocialista Köztársaság himnusza, mert „csak horvátokat említ, és szerbeket nem” stb.

## Kibontakozás

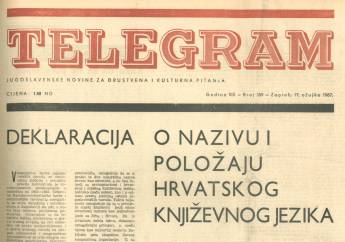
A Telegram 1967. március 17-iki száma címlapján a horvát irodalmi nyelv nevéről és helyzetéről szóló nyilatkozattal

A reformmozgalom első jelei a Horvát Szocialista Köztársaság politikai életében már 1966-ban a brijuni plénum, valamint a Jugoszlávia és a Szentszék közötti jegyzőkönyv aláírása után láthatóak voltak. A horvát pártvezetés, amelyben Miko Tripalo és Savka Dabčević-Kučar, valamint a hierarchikusan kiszolgáltatott Vladimir Bakarić kezdett el vezetői pozíciókat betölteni pártfórumokon vitát nyitott egy sor addigi tabutémáról, az ország gazdasági mérlegétől a horvátországi etnikumok közötti kapcsolatokig, miközben a titkosrendőrség illegális eljárásait, valamint az állam és a Katolikus Egyház közötti kapcsolatok javulását bírálták. A későbbi viták ellenére a horvát pártvezetés közvetve jóváhagyta a horvát irodalmi nyelv nevéről és helyzetéről szóló Nyilatkozatot is, s ezzel is új elemet hozott a nemzeti kérdésről folyó vitákba. Az, hogy a horvát pártvezetés megtagadta a disszonáns tendenciák elleni elnyomó intézkedések végrehajtását, számos emigráns tevékenységet védett, így Franjo Tuđmannak a „Pregleda historije SKJ” (Az SKJ történetének áttekintése) című kritikájától a T.I.N. csoport tevékenységéig és a „Hrvatski književni list” folyóiratig.
A horvát irodalmi nyelv nevéről és pozíciójáról szóló nyilatkozat 1967-es megjelenésével nyilvános vita indult a horvát nép helyzetéről Jugoszláviában. A horvát tavasz olyan mozgalom volt, amelyet az emberek elfogadtak és sok diákcsoport is támogatta ezt a mozgalmat. A mozgalom egyik fő célja a horvátok polgári jogainak visszaállítása volt, vagyis a horvát néphez tartozás büszkeségének helyreállítása, amelyet a háború után elvett a jugoszláv rezsim szisztematikus negatív propagandája, amely a meg nem választott horvát háborús rezsim bűneinek ürügyén az egész horvát nép ellen irányult. A rezsim ezt a szisztematikusan támogatott, szervezett és folyamatosan végrehajtott elnyomást és a horvát kultúra felszámolását azzal indokolta és leplezte, hogy meg kell őrizni a békét Jugoszlávia két legnagyobb népe: a horvátok és a szerbek között, de ezek az intézkedések túlmutattak a „kényes béke” megőrzésén. Abban az időben Jugoszláviában a horvát gazdaságot a szövetségi kormány durván kizsákmányolta más köztársaságok, különösen Szerbia javára. Például a deviza 50%-a Horvátországon keresztül érkezett be, míg Horvátország ennek csak 7%-át tarthatta meg, Horvátország16,5%-ot kapott a szövetségi kormánytól költségvetési pénzből, míg Szerbia (1965 és 1970 között) körülbelül 46,6%-ot kapott. Horvátországot sokszor erőszakkal mondatták le az allokációjáról az alulfejlett régiók javára.
Az 1971-es horvát tavaszhoz kapcsolódó események idejére a Matica hrvatska programjával, tevékenységeivel, köztük kiadói tevékenységével egyértelműen Horvátország egyik legjelentősebb kulturális és tudományos intézményévé nőtte ki magát. A horvát tavaszhoz kapcsolódó eseményekben a Matica hrvatska játszotta az egyik legfontosabb szerepet, rendkívül aktívan képviselte a Horvát Szocialista Köztársaság és a horvát nép kulturális, gazdasági és politikai érdekeit. Éppen ezért a legfelsőbb horvát politikai körök különös érdeklődéssel figyelték ebben az időszakban ezt az intézményt, úgy érezve, hogy az egész horvát nép nézeteit tükrözi. Végül intézményi szerepéből adódóan a Matica hrvatska és különösen néhány kiemelkedő tagja a horvát tavasz összeomlása után nehéz pillanatokat élt át: elbocsátásokat, üldöztetéseket és hosszú távú börtönbüntetéseket.
1969-ben a horvátok a szövetségi államigazgatás tisztviselőinek 8,6%-át tették ki, bár részesedésük Jugoszlávia lakosságában 22% volt. Ugyanez az irány a szerbeknél a közigazgatásban 73,6%, a lakosságon belül 39,6% volt. A szövetségi állam közigazgatási struktúráiban a montenegróiak aránya 7,2%-a volt, tehát majdnem annyian voltak, mint a horvátok. A JNA-ban a tiszti kar 62,5%-a szerb és csak 10,4% horvátból állt. Horvátországban a szerbek a lakosság mintegy 15 %-át tették ki, de a Horvát Kommunista Szövetség tagjainak közel egynegyedét, a rendőrség állományának pedig több mint a felét tették ki. Ezeket a diszkriminatív egyenlőtlenségeket a horvátok a nemzeti hovatartozás miatti bizalmatlanságként fogták fel. A délszlávizmust annak érdekében, hogy előrelépést tegyenek az állami és a közszolgálatban, valamint a hadseregben burkoltan vagy nyíltan rákényszerítették a horvátokra.
A Horvát Kommunista Szövetség Központi Bizottságának tizedik ülésével a KB-n belüli nemzeti áramlat elkezdett leszámolni a délszláv egységpárti erőkkel, de ez nem volt alapos, mert csak Miloš Žankót váltották le. Az ülés mégis felélesztette a horvát nép reményeit, ezért a horvát vezetés erős és nagy támogatást kapott a horvát társadalom szinte minden rétegétől. Innen ered a „tömegmozgalom” elnevezés, illetve a szovjet eredetű „MASPOK” rövidítés.

## A horvát tavasz csúcspontja

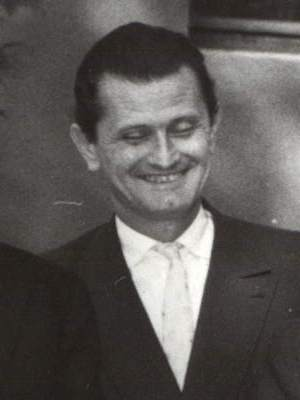
Miloš Žanko a horvát egységpártiak vezéralakja

A reformmozgalom a Horvát Kommunista Szövetség Központi Bizottságának tizedik ülésszakán (1970. január) vett igazi lendületet, amikor a horvát pártszervezet a Miloš Žankóval zajlott konfliktusban elítélte a jugoszláv unitarizmust, amit a rendszer stabilitására nézve nem kevésbé veszélyesnek ítéltek, mint a horvát nacionalizmust. Az új megfogalmazás a horvát közéletben politikai forradalmat indított el. A tizedik ülésszak után lehetőség nyílt a horvátellenes egységpárti délszlávista erők megtámadására, megerősítve ezzel a független horvát politikai irányvonalat. Horvátországot különleges és feltételhez kötött politikai közösségként határozták meg, amely nézetet, különösen Nerkez Smailagić jogi és politikai javaslataiban, az 1971-es alkotmánymódosításokról szóló vita tovább erősített.
Ez az időszak egybeesett számos konzervatív intézménynek a reformok felé való nyitásával (pártreform, zsinatreform a katolikus egyházban, egyetemi reform) és a nyugati liberális demokráciákon belüli hallgatói és egyéb társadalmi mozgalmak megindulásával, a globális kulturális demokratizálódás és az informatikai forradalom első jelenségeivel. Horvátországon a kreativitás hatalmas hulláma söpört végig. Az 1960-as évek közepétől a hetvenes évek elejéig tartó időszak – a 20. század második felében – a horvát tudomány, irodalom és szinte minden művészeti ág legfontosabb eredményeinek korszaka volt. Ez a legfontosabb újságok és folyóiratok (Hrvatski tjednik, HGG, Hrvatsko sveučilište, Kritika, Omladinski tjednik, Studentski list, Telegram és a maga módján a Praxis filozófiai folyóirat) nagy szabadságának időszaka. A Vjesnik, a Vjesnik u sredundje és más újságok, mint a Glas koncila központi katolikus újság számos reformújságíró keményhangú észrevételeit közölte, és ebben különösen élen járt a Matica hrvatska folyóirata a Hrvatski tjednik Vlado Gotovac szerkesztésében. Ugyanakkor kigondolták a gazdasági reform szisztematikusabb formáit is, amelyek óhatatlanul megnyitották a szabad piac és a profit feletti kontroll kérdéseit.
1970 decemberében a horvát párt jelöltje elveszítette a Zágrábi Egyetem hallgatói rektorának megválasztását a független Ivan Zvonimir Čičakkal szembn. A fennmaradó, zágrábi székhelyű diákszervezeteket 1971 áprilisában nem kommunista jelöltek vették át. Dražen Budišát választották a Zágrábi Diákszövetség élére, Ante Paradžikot pedig a Horvát Diákszövetség élére. Tito néhány napon belül a diákszervezeti választások után kérte, hogy Dabčević-Kučar rendelje el Šegedin, Marko Veselica, Budiša, Čičak és Đodan letartóztatását, de ő ezt elutasította. Ez a döntés nagyon népszerűvé tette a Dabčević-Kučart Horvátországban. Zágráb 1945-ös jugoszláv partizánok általi eleste 26. évfordulója alkalmából május 7-én tartott 200 000 fős tüntetésen az Egyesült Államok megfigyelői arról számoltak be, hogy beszédét körülbelül 40 alkalommal szakította félbe éljenzés és taps, amely nem a pártnak, hanem személy szerint őneki szólt. Dugald Stewart jugoszláviai brit nagykövet szerint Dabčević-Kučar és Tripalo nagyon ügyesek voltak a nyilvános politikai gyűlések alkalmazásában, és beszédeik olyan tömegeket vonzottak, amelyek csak a futballmérkőzésekre voltak jellemzők.

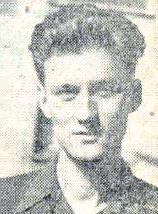
Miko Tripalo a horvát reformmozgalom egyik vezéralakja

1971 júniusában a jugoszláv alkotmány további módosításait fogadták el, amelyek tovább korlátozták a szövetségi hatásköröket. A szövetségi kormány kizárólag a külügyek, a külkereskedelem, a védelem, a közös valuta és a közös vámok jogkörét tartotta fenn. Köztársaságközi bizottságokat hoztak létre, hogy a szövetségi kormány ratifikálása előtt döntéseket hozzanak. A horvát pártvezetés 1971-ben további decentralizációt kívánt, amely magában foglalja a bankszektort és a külkereskedelmet, valamint olyan változtatásokat, amelyek lehetővé teszik Horvátország több devizabevételének megtartását. Más követelések is érkeztek a párt központi bizottságán kívülről, a horvát hadsereg felállításától a teljes függetlenségig. Végső soron a horvát tavasz sokféle elemet tartalmazott, köztük anticentralistákat, mérsékelt és szélsőséges nacionalistákat, usztasapártiakat, antikommunistákat, reformistákat, demokratákat és demokratikus szocialistákat, liberálisokat és libertáriusokat.
A szlovén pártvezetés vezetése nem bírálta a horvátokat; éppen ellenkezőleg, Nikezić és Perović 1971-ben megvédte Horvátország reformista vezetését Titóval szemben. A szerb és a horvát újságok a kölcsönös ellenségeskedés, nacionalizmus és unitarizmus vádjait harsogták, ami miatt Tito elismerte, hogy a párt elveszítette az irányítást a média felett. A horvát párt vezetőivel 1971 júliusában tartott megbeszélésen Tito aggodalmának adott hangot a politikai helyzet miatt, és hogy elmozdítsa a horvát pártból, felajánlotta Tripalónak Jugoszlávia miniszterelnöki posztját, de Tripalo ezt visszautasította. Még abban a hónapban a konzervatív frakciónak sikerült elegendő támogatást szereznie ahhoz, hogy mint „nacionalista vezetőket” kizárja Đodant és Marko Veselicát a horvát pártból.
Augusztus 2-án a Horvát Kommunista Szövetség cselekvési programot hirdetett, amelyben bírálta a programban „nemzeti mozgalomként” emlegetett nacionalizmust, és elítélte a Matica hrvatskához köthető, meg nem nevezett személyeket a horvát és a jugoszláv párt elleni összeesküvés miatt. A horvát párt vezetői elhatározták, hogy a cselekvési programot a következő, novemberi plenáris ülésen hivatalosan elfogadják vagy elutasítják. A horvát pártvezetés szeptember 14-én újabb találkozót szervezett Titóval, ragaszkodva ahhoz, hogy félretájékoztatták a helyzetről. A találkozó után Tito azt mondta, meg van győződve arról, hogy a Horvátországban uralkodó sovinizmusról szóló történetek abszurdak. Arra is utalt, hogy támogatja a horvát párt javaslatát Jugoszlávia devizapolitikájának reformjára. A találkozó után Tripalo azt javasolta, hogy a cselekvési programot a továbbiakban ne vegyék figyelembe

### A horvát múlt feltámadása
A horvát tavasz felkeltette az érdeklődést a horvát történelmi személyiségek iránt. Stjepan Radićnak, a Horvát Parasztpárt (HSS) alapítójának, a háború előtti Jugoszláviában a horvát ügyek védelmezőjének Zágrábban domborművet avattak, majd Metković városában állították fel emlékművét. Šibenik városa visszavonta a fasizmus áldozatainak emlékművet állító tervét, ehelyett IV. Krešimir horvát király szobrát állította fel. Pozsegában 1969-ben újjáalakult egy fúvószenekar és egy történelmi hagyományőrző csapat, amelyet Trenck 18. századi pandúrjairól neveztek el. Sikertelen felhívások érkeztek Josip Jelačić bán emlékművének helyreállítására is, amelyet a kommunisták 1947-ben távolítottak el Zágráb központi teréről.

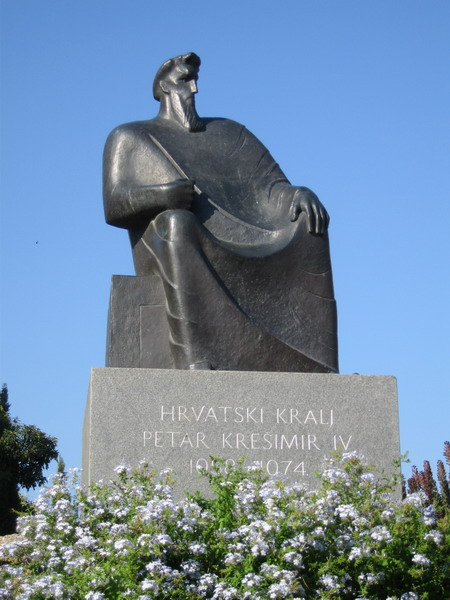
IV. Krešimir Péter király szobra Šibenikben

A hagyományos horvát hazafias dalok – amelyek közül néhányat betiltottak – újbóli népszerűségnek örvendtek. Az ilyen dalok legnépszerűbb és legvitatottabb énekese akkoriban Vice Vukov volt. A „Lijepa naša domovino” hazafias dalként tért vissza a formális használatba, amikor a zágrábi katedrálisban emléktáblát helyeztek el a 17. századi horvát főúri összeesküvésben részt vevő nemesek emlékére. A 16. századi Szigetvár ostromát feldolgozó „Nikola Šubić Zrinski” című opera rendszeresen teltházzal ment, amikor a zágrábi Horvát Nemzeti Színházban játszották. Nagyon népszerűvé váltak Oton Iveković (1869–1939) horvát történelem eseményeit ábrázoló festményei. Horvátország történelmi kockás címere népszerű szimbólummá vált, amelyet a fiatalok kabátokra és svájcisapkákra varrtak, vagy az autók szélvédőjére ragasztott matricák formájában használtak. 1969-ben bekerült a Dinamo Zagreb labdarúgóklub címerébe. Ahol a jugoszláv zászló még lobogott, mindig a horvát zászlóval párosították. Ez utóbbit önmagában is használták, és használata összességében Horvátországban tízszeresen haladta meg a jugoszláv zászlóét. A katolikus egyház ugyan nem játszott fontos szerepet a horvát tavaszban, de hozzájárult a nemzeti identitás erősítéséhez azzal, hogy ezzel egy időben a Mária-kultusz, mint horvát nemzeti jelkép bevezetését segítette elő. Ezt a hozzájárulást megerősítette a 14. századi horvát ferences szerzetes és Nikola Tavelić misszionárius 1970-es szentté avatása.

### Autonómia és új alkotmány követelése
Válaszul a horvát nemzeti feltámadásra a horvát szerbek körében fellángolt a szerb nacionalizmus. 1969-re a Prosvjeta szerb kulturális társaság került a horvátországi szerb nacionalista propaganda élvonalába. Az horvát párt reformistái által előterjesztett terv előirányozta az általános és középiskolai irodalom és történelem tantervek felülvizsgálatát azzal a céllal, hogy a tananyag 75 százaléka horvát témákról szóljon, de Prosvjeta panaszt emelt ez ellen, és azzal érvelt, hogy a terv veszélyezteti a szerb kulturális jogokat. Prosvjeta kifogásolta azt is, hogy a HKSZ a háborús partizánharcot a jugoszláv keretek között élő horvát nemzetiség felszabadításaként próbálta újraértelmezni. 1971-ban a Prosvjeta már azt követelte, hogy Horvátországban a horvát nyelv és a latin írás mellett a szerb nyelvet és a cirill írásmódot hivatalosan is használják, valamint kérte a szerbek nemzeti egyenjogúságát garantáló törvényi biztosítékokat. Prosvjeta elutasította a ZAVNOH és a HKSZ által szorgalmazott szövetségi modellt, azzal érvelve, hogy Jugoszláviában már nincs szükség nacionalizmusra. Prosvjeta továbbá elítélte Matica hrvatska munkáját is, és kijelentette, hogy a horvátországi szerbek megőrzik nemzeti identitásukat, ha a köztársaságok határaitól függetlenül Szerbia segítségére támaszkodnak.
Végül a prosvjetás Rade Bulat már autonóm tartomány felállítását követelte a horvátországi szerbek számára, és felszólaltak Dalmácia autonómiájának megadása érdekében is. A HKSZ központi bizottsága kijelentette, hogy Horvátország egyetlen régiója sem támaszthat jogos igényt semmiféle autonómiára, és a regionális dalmát autonómia iránti felhívásokat a horvát nemzet elleni árulásnak minősítette. Ezek a válaszok összhangban voltak a HKSZ nemzeti homogenizálási célkitűzésével. Ennek érdekében a HKSZ az 1971-es népszámlálás során blokkolta az etnikai identitás regionális nyilvánításának lehetőségét.
Mihailo Đurić szerb filozófus amellett érvelt, hogy Horvátország alkotmányát úgy kell módosítani, hogy a köztársaságot ne csak a horvátok, hanem a szerbek nemzeti államaként írja le. Ez a megjegyzés újabb nyilvános vitákat váltott ki 1971 márciusában Jugoszlávia alkotmányos reformjával összefüggésben. A JKSZ válaszul vádat emelt Đurić ellen és bebörtönözte. Matica hrvatska alkotmánymódosítást javasolt, amely még jobban hangsúlyozta Horvátország nemzeti jellegét. A HKSZ elvetette a javaslatot, és megalkotta saját szövegét, azzal érvelve, hogy ez kompromisszum. Végül a HKSZ módosító indítványa külön említette meg a horvátországi szerbeket, de Horvátországot a horvátok „nemzeti államaként” határozta meg elkerülve, hogy a horvátországi szerbekre pontosan ugyanezt a kifejezést használják. A megfogalmazásbeli különbségek jelentését az alkotmány szövegében nem magyarázták meg.  1971. szeptember közepére az etnikai feszültségek odáig fajultak, hogy Észak-Dalmáciában néhány szerb és horvát falusi lakos fegyvert fogott, mert félt egymástól.

## Külföldi reakciók
1971 februárjában a horvát nacionalista emigráns folyóirat, a Hrvatska država, amelyet Branimir Jelić adott ki Nyugat-Berlinben, moszkvai tudósítójának tulajdonított történetet közölt, amelyben azt állította, hogy a Varsói Szerződés segíteni fogja Horvátország függetlenségét, és Finnországéhoz hasonló státuszt biztosít számára. A cikkben az is szerepelt, hogy a HKSZ együttműködik usztasa emigránsokkal. A berlini jugoszláv katonai misszió jelentette a történetet a katonai hírszerző szolgálatnak, az állítólagos usztasa emigráns résztvevők nevével együtt. A jelentést kezdetben úgy kezelték, mint ami arra késztette a jugoszláv hatóságokat, hogy gyanakodjanak arra, hogy a Szovjetunió esetleg segíti a HKSZ és az usztasa emigránsok együttműködését. A szövetségi vizsgálat április 7-én arra a következtetésre jutott, hogy a történet hamis, és a hatóságok úgy döntöttek, hogy ejtik az ügyet. A HKSZ azonnal bejelentette, hogy a párt külföldi és belföldi ellenségei állnak a vádak mögött. Ugyanezen a napon Vladimir Rolović, Jugoszlávia svédországi nagykövete halálosan megsebesült az usztasa emigránsok támadásában, ami tovább fokozta a feszültséget. Dabčević-Kučar szerint a HKSZ vezetése gyanakodva kezelte az emigránsok lelkesedését, úgy vélte, hogy ez összefüggésbe hozható a jugoszláv állambiztonsági hivatallal azért, mert tevékenységük gyengítette a HKSZ pozícióját.
Annak ellenére, hogy Bosznia-Hercegovina vezetése óvatosan reagált a HKSZ 1970. januári, Matica hrvatska felé történő eltolódására, a kapcsolatok sokkal feszültebbé váltak, ami elsősorban a Matica hrvatska bosznia-hercegovinai folyóiratai és az Oslobođenje által kiadott szövegeken tükröződik. Bosznia-Hercegovina vezetése kezdetben különbséget tett a HKSZ és a Matica hrvatska álláspontja között, de ez a különbség idővel erodálódott. Szeptemberben a Matica hrvatska kiterjesztette tevékenységét Bosznia-Hercegovinára és a szerbiai Vajdaság autonóm tartományra, azt állítva, hogy a Ranković hivatali ideje alatti politika miatt a horvátok alulreprezentáltak az ottani kormányzati intézményekben. 1971 novemberében a horvát nacionalisták a helyzet orvoslására Bosznia-Hercegovina egy részének Horvátországhoz csatolását támogatták. Válaszul különféle szerb nacionalisták Bosznia-Hercegovina más részeit követelték Szerbiának. Bosznia-Hercegovina vezetői válaszul megtiltották Matica hrvatska irodáinak létrehozását a köztársaságon belül.

### Külpolitikai megfontolások
A JKSZ vezetőségének 1971. április 28–30-i találkozóján a Brijuni-szigeteken Tito telefonhívást kapott Leonyid Brezsnyev szovjet vezetőtől. Tito szerint Brezsnyev segítséget ajánlott a jugoszláviai politikai válság megoldásához, Tito pedig ezt visszautasította. Az ajánlatot a HKSZ és Tito Brezsnyevnek a Varsói Szerződés csehszlovákiai inváziója előtti, a Csehszlovák Kommunista Párt első titkárához, Alexander Dubčekhez szóló 1968-as felhívásához hasonlította. A HKSZ központi bizottságának néhány tagja azt javasolta, hogy ezt Tito találta ki, hogy megerősítse pozícióját, de a Szovjetunió első miniszterelnök-helyettese, Dmitrij Poljanszkij megerősítette, hogy a beszélgetés megtörtént.
Richard Nixon, az Egyesült Államok elnöke a jordániai fekete szeptember-válságot követően a mediterrán térségben elfoglalt helyzetének javítása érdekében a régió több országát bejárta.  Nixon állami látogatása Jugoszláviában 1970. szeptember 30-tól október 2-ig tartott, és egy zágrábi utazást is tartalmazott, ahol Nixon a Banski dvoriban, a horvát kormány székhelyén mondott pohárköszöntővel vitát váltott ki. Pohárköszöntője a következő szavakkal zárult: "Éljen Horvátország! Éljen Jugoszlávia!", amelyeket többféleképpen értelmeztek Horvátország függetlensége melletti támogatásként, vagy pedig csak közönséges udvariasságként. A jugoszláv egyesült államokbeli nagykövet úgy értelmezte az epizódot, mint a Jugoszlávia felbomlásának stratégiai helyzetét.

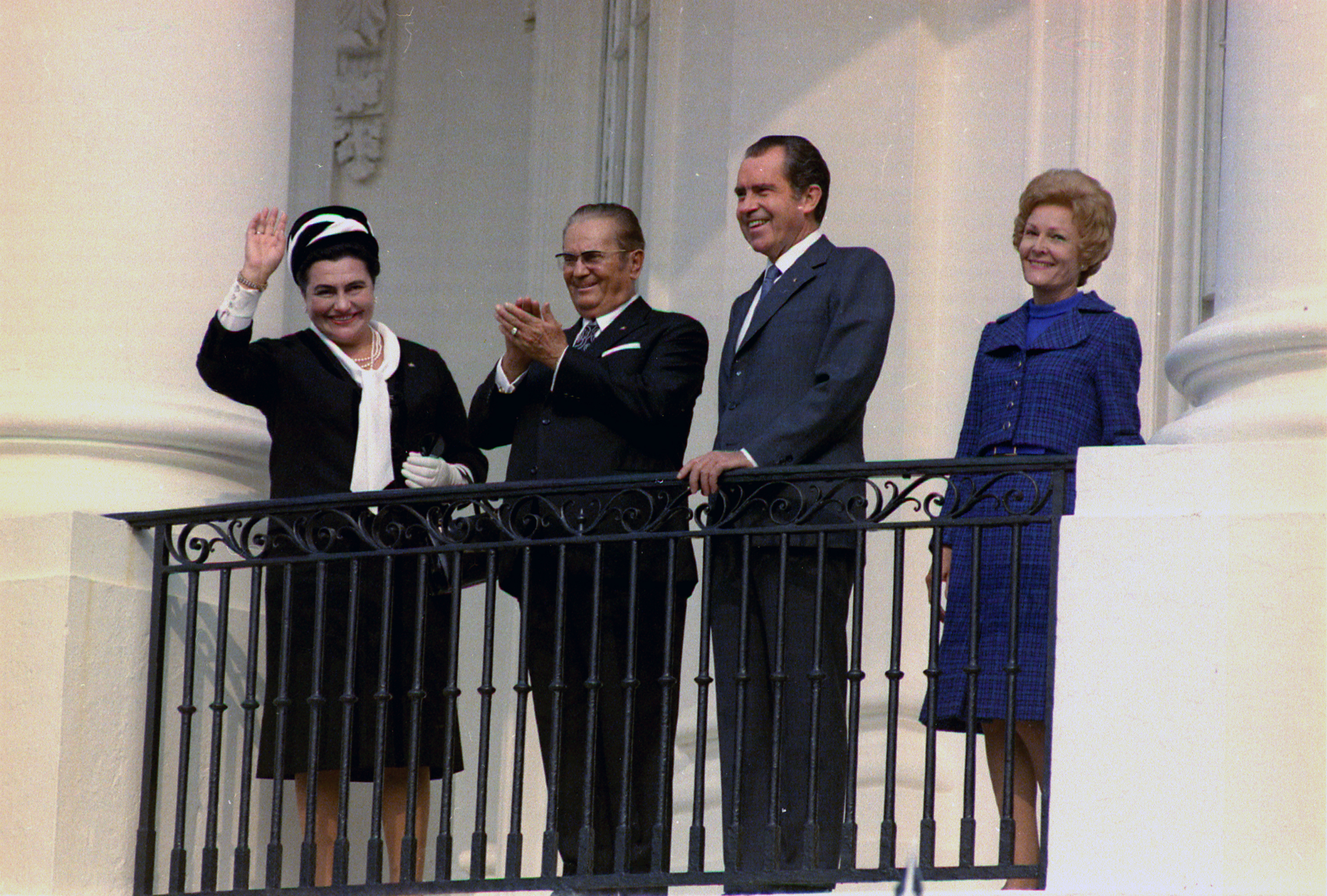
Nixon és Tito találkozója Washingtonban 1971 október 30-án

Brezsnyev 1971. szeptember 22. és 25. között látogatott Jugoszláviába, a Jugoszlávia és a Szovjetunió között az 1968-as csehszlovákiai inváziót követően fennálló feszültség közepette. Brezsnyev baráti megállapodást ajánlott fel, de Tito nem volt hajlandó aláírni, nehogy úgy tűnjön, hogy közeledik a keleti blokkhoz. Jugoszláv tisztviselők William P. Rogers külügyminiszteren keresztül értesítették Nixont, hogy a Brezsnyevvel folytatott találkozó nem sikerült jól. Ezt követően az Egyesült Államokban megszervezték Tito hivatalos látogatását, hogy megnyugtassa Titót az Egyesült Államok Jugoszláviának nyújtott politikai, gazdasági és katonai támogatásáról. Nixon és Tito október 30-án találkozott Washingtonban.

## Elnyomás és tisztogatások

### A novemberi plénum és diáktüntetés
A HKSZ november 5-iki plenáris ülésén Dabčević-Kučar azt mondta, hogy a nemzeti mozgalom a nemzet és a HKSZ egységének bizonyítéka, amelyet szerinte a forradalmi tisztaság elérése érdekében nem szabad feláldozni. Miután elutasította Bakarić több, a HKSZ politikájának módosítására irányuló javaslatát, a konzervatív frakció – leginkább Bilić és Dragosavac – követelte az augusztusi akcióprogram végrehajtását. A kérdést a plénum nem oldotta meg, de az ülést követően Bakarić úgy döntött, hogy támogatja Bilićet és Dragosavacot, és felkéri Titót, hogy lépjen közbe. Tito november 12–15-én a bosznia-hercegovinai Bugojnóba látogatott, ahol a köztársaság vezetése (Branko Mikulić, Hamdija Pozderac és Dragutin Kosovac) látta vendégül. November 13-án csatlakozott hozzájuk Džemal Bijedić jugoszláv miniszterelnök is, aki bírálta a HKSZ követeléseit a devizabevételek elosztásának megváltoztatására vonatkozóan. Dragosavac november 14-én és 15-én találkozott Titóval, hogy megvitassák a horvát tavaszt. November 15-én Titohoz csatlakoztak a JNA vezetői, hogy megtekintsék a horvátországi politikai gyűlésekről készült felvételeket, ahol nacionalisták és HKSZ-tagok beszéltek, és ahol Tito-ellenes bekiabálások is hallatszottak.
A kibővített HKSZ Központi Bizottság november 17. és 23. között titokban ülésezett, de a két szembenálló frakció nem tudott megegyezni. November 22-én a zágrábi egyetem mintegy 3000 hallgatója a másnap reggeli sztrájk megkezdésére szavazott. Kezdetben a keményvalutára, a banki tevékenységre és a kereskedelemre vonatkozó szövetségi szabályozások ellen tiltakoztak. Paradžik sürgetésére egy sor alkotmánymódosítási javaslatot egészítettek ki a követeléseikkel. Ezekben Horvátországot a horvátok szuverén és nemzeti államaként határozták meg, a horvátot hivatalos nyelvvé nyilvánították garantálva, hogy Horvátország lakosai Horvátországban töltsék le kötelező katonai szolgálatukat, és hivatalosan Zágrábot Horvátország fővárosává, a Lijepa naša domovino-t pedig Horvátország nemzeti himnuszává nyilvánították. A tüntetők Bakarićot hibáztatták Tripalo valutareformjának szabotálásáért. A Horvát Diákszövetség egész Horvátországra kiterjesztette a sztrájkot. Napokon belül 30 000 diák sztrájkolt Bilić, Dragosavac, Baltić, Ema Derossi-Bjelajac és Čedo Grbić, mint egységpártiak kizárását követelve a pártból. November 25-én Tripalo találkozott a diákokkal, és felszólította őket, hogy hagyják abba a sztrájkot, Dabčević-Kučar pedig négy nappal később ugyanezt a kérést tolmácsolta.

### A karađorđevói találkozó és következményei
Tito felvette a kapcsolatot az Egyesült Államokkal, hogy tájékoztassa őket Horvátország reformista vezetésének leváltásáról szóló tervéről, és az Egyesült Államok nem tiltakozott. Tito fontolóra vette a JNA bevetését, de inkább egy politikai kampány mellett döntött. Tito december 1-re összehívta az JKSZ és az HKSZ vezetőinek közös értekezletét a vajdasági karađorđevói (magyar neve: Bélamajor) vadászterületen. A HKSZ vezetését először a HKSZ konzervatívjai kritizálták, szigorú fellépést kérve a nacionalizmus ellen. A JKSZ más köztársaságokból érkezett elnökségi tagjai ezután a konzervatív álláspont mellett tartottak beszédet, és felszólították a HKSZ vezetését, hogy tartsák kordában a horvátországi helyzetet. Tito különösen bírálta a Matica hrvatskát, azzal vádolva, hogy politikai párt, és a Független Horvát Államhoz hasonló fasiszta állam létrehozására tesz kísérletet. Másnap, a karađorđevói találkozó után Tito beszédét egész Jugoszláviába sugározták, figyelmeztetve az ellenforradalom veszélyére.
Az adás után a diáksztrájkot lefújták, és a HKSZ vezetése bejelentette, hogy megegyezik Titóval. December 6-án Bakarić bírálta a HKSZ vezetését, amiért nem tett semmilyen gyakorlati lépést Tito két nappal korábbi beszédének eleget téve, különösen azért, mert nem lép fel a Matica hrvatska ellen. Bakarić különösen Tripalót vádolta amiatt, hogy megpróbálta megosztani a pártot azáltal, hogy eltúlozta a reformisták népszerűségét. Két nappal később az JKSZ vezetése ismét összeült, és arra a következtetésre jutott, hogy a HKSZ nem hajtotta végre a Karađorđevóban elfogadott határozatokat. A diáksztrájk vezetőit december 11-én letartóztatták, Dabčević-Kučart és Pirkert pedig másnap Tito lemondásra kényszerítette. Ekkor Tripalo, Marko Koprtla és Janko Bobetko is azonnal lemondott. A következő napokban újabb vezetőket váltottak le, köztük Haramija kormányfőt. A HKSZ új vezetője Milka Planinc lett. Ötszáz diák tüntetett Zágrábban a lemondások ellen, de a rohamrendőrök feloszlatták őket.

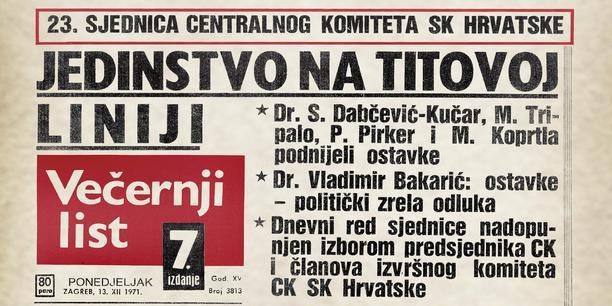
A Večernji list 1971. december 13-iki száma címlapján a HKSZ Központi Bizottsága 23. plénumának határozatával „Együtt a titói úton” szalagcímmel.

Ezt követően tízezreket zártak ki a HKSZ-ből, köztük 741 olyan magas rangú tisztviselőt, mint Dabčević-Kučar, Tripalo és Pirker. További 280 HKSZ-tag volt kénytelen lemondani posztjáról, 131-et pedig leváltottak. A HKSZ konzervatívjai komoly kirakatper lefolytatását követelték Franjo Tuđman, mint fővádlott szerepével, de Tito elutasította ezt a javaslatot. Ehelyett Tuđmant elítélték, mert megpróbálta megdönteni a „demokratikus önmenedzselő szocializmust”. Összességében 200–300 embert ítéltek el politikai bűncselekményekért, de további ezreket zártak be hivatalos vádemelés nélkül két-három hónapra. A Matica hrvatskát és a Prosvjetát betiltották, beleértve az előbbi tizennégy kiadványát is. A médiaszakembereket, írókat, filmeseket és egyetemi személyzetet célzó tisztogatások 1972 végéig folytatódtak. Annak ellenére, hogy a tisztogatások csak az 1971. december 1-jei karađorđevói találkozó utáni időszakban történtek, az eseményekre való megemlékezésben általában ezt a dátumot tekintik a horvát tavasz végének. A hatóságok sovinisztaként lefoglalták és megsemmisítették a Moguš – Finka – Babić helyesírási kézikönyv 40 000 példányát. A fennmaradó 600 példányt előszó és tárgymutató nélkül adták ki, és „csak belső használatra” megjelöléssel látták el.

## Utóhatások
A HKSZ új vezetésében 1971. december végén Ivo Perišin váltotta Haramiját a Végrehajtó Bizottság elnöki posztján. 1972 februárjában a horvát parlament 36 módosításból álló indítványt fogadott el a Horvát Szocialista Köztársaság alkotmányához, amelyek közül az egyik a Lijepa naša domovino-t vezette be a köztársaság himnuszaként.
A reformista pártvezetés bukása után az antikommunista emigránsok a horvát tavaszról mint a demokratizálódást előrevetítő mozgalomról írtak, Dabčević-Kučart és Tripalót pedig „különleges politikai erényekkel” rendelkező emberekként méltatták. Egyes emigránsok úgy vélték, hogy Jugoszlávia politikai helyzete, különösen a horvátok körében, kedvez egy felkelésnek. Ezért a Horvát Forradalmi Testvériség terrorszervezet tizenkilenc tagja 1972 közepén fegyveresen behatolt Jugoszláviába abban a reményben, hogy elíndít egy olyan lázadást, amely a Független Horvát Állam újraalapításához vezet. A hatóságokkal vívott, egy hónapig tartó véres összecsapások után a behatolás kudarccal végződött.
Pirker 1972 augusztusában halt meg, és temetésén 100 000 ember vett részt. A temetésen részt vevő tömeg nagysága megerősítette, hogy Dabčević-Kučar és Tripalo, függetlenül a közelmúltbeli tisztogatástól továbbra is széles körben támogatott vezetők. A horvát nacionalisták népszerűségének csökkentése érdekében Tito teljesítette a megbuktatott HKSZ-vezetők számos követelését. Például az exportcégek 7-12 százalék helyett a devizabevétel 20 százalékát tarthatták meg, míg a turisztikai cégek 12 százalékról 45 százalékra növelték a devizabevételek visszatartását. A jugoszláv dinár 18,7 százalékos leértékelése növelte a visszatartott devizabevétel értékét a hazai piacon. Az új HKSZ vezetés nem volt hajlandó visszavonni az elődeik által végrehajtott változtatásokat, és ezt követően elvesztette a horvátországi szerbek támogatását. Egyes szerbek Horvátország alkotmányának módosítását szorgalmazták, hogy Horvátországot mind a horvátok, mind a szerbek nemzeti államaként határozzák meg, és szerb bizottságot hozzanak létre a parlamentben. Ezeket az elképzeléseket a horvát parlament alelnöki posztját betöltő Grbić vetette fel, ennek eredményeként a szerb nacionalisták, mint ügyük árulóját elítélték Grbićet.
1972. október 9-én egy Milorad Vulinović nevű szerb nemzetiségű végzős diák lelőtte a zárai városi gimnáziumban Vice Vlatković történelemszakos tanárt, vallomása szerint azért, mert a tanár nacionalista volt és egyetértett a horvát tavasz eseményeivel.
Az 1974-es jugoszláv alkotmány szinte teljes egészében megőrizte az 1971-es reformokat, kibővítette az államot alkotó köztársaságok gazdasági hatalmát, és reformista követeléseket érvényesített a bankszektorban, a kereskedelemben és a devizaforgalomban.

## Fordítás
- Ez a szócikk részben vagy egészben  a   Hrvatsko proljeće című horvát Wikipédia-szócikk ezen változatának fordításán alapul.  Az eredeti cikk szerkesztőit annak laptörténete sorolja fel. Ez a jelzés csupán a megfogalmazás eredetét és a szerzői jogokat jelzi, nem szolgál a cikkben szereplő információk forrásmegjelöléseként.
- Ez a szócikk részben vagy egészben  a   Croatian spring című angol Wikipédia-szócikk ezen változatának fordításán alapul.  Az eredeti cikk szerkesztőit annak laptörténete sorolja fel. Ez a jelzés csupán a megfogalmazás eredetét és a szerzői jogokat jelzi, nem szolgál a cikkben szereplő információk forrásmegjelöléseként.